# Biblia Vicioasă

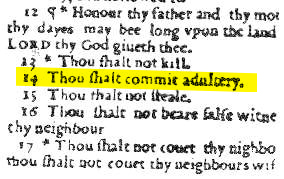
Eroarea evidențiată

Biblia Vicioasă, uneori numită și Biblia Adulterilor sau Biblia Păcătoșilor este o denumire referitoare la Biblia publicată în 1631 de către Robert Barker și Martin Lucas, tipografii regali din Londra, care a fost presupusă să fie o ediție nouă a Bibliei Regelui James. Numele derivă de la greșeală de tipar: în cele zece porunci cuvântul nu în propoziția să nu preacurvești a fost omisa. Aproape un an mai târziu, autorii Bibliei Vicioase au fost amendați și au pierdut licența de tipografi. Majoritatea cărților cu greșeli au fost arse, doar unsprezece supraviețuind până astăzi. O copie poate să fie găsită la colecția cărților rare în Biblioteca Publică a Orașului New York, fiind expusă rareori în public. Zece altele se găsesc la Muzeul Bibilei din Branson, Statele Unite.